# Marchéville-en-Woëvre
Marchéville-en-Woëvre és un municipi francès situat al departament del Mosa i a la regió del Gran Est. L'any 2007 tenia 75 habitants.

## Demografia

### Població
El 2007 la població de fet de Marchéville-en-Woëvre era de 75 persones. Hi havia 20 famílies, de les quals 4 eren parelles sense fills, 12 parelles amb fills i 4 famílies monoparentals amb fills.
La població ha evolucionat segons el següent gràfic:
Habitants censats

### Habitatges
El 2007 hi havia 29 habitatges, 25 eren l'habitatge principal de la família i 5 estaven desocupats. Tots els 29 habitatges eren cases. Dels 25 habitatges principals, 21 estaven ocupats pels seus propietaris i 4 estaven llogats i ocupats pels llogaters; 2 tenien tres cambres, 7 en tenien quatre i 16 en tenien cinc o més. 19 habitatges disposaven pel capbaix d'una plaça de pàrquing. A 16 habitatges hi havia un automòbil i a 8 n'hi havia dos o més.

### Piràmide de població
La piràmide de població per edats i sexe el 2009 era:
| Homes | Edats   | Dones |
| ----- | ------- | ----- |
| 0     | 95 o +  | 0     |
| 0     | 90 a 94 | 0     |
| 0     | 85 a 89 | 4     |
| 0     | 80 a 84 | 0     |
| 0     | 75 a 79 | 0     |
| 4     | 70 a 74 | 0     |
| 0     | 65 a 69 | 0     |
| 0     | 60 a 64 | 4     |
| 4     | 55 a 59 | 0     |
| 4     | 50 a 54 | 8     |
| 0     | 45 a 49 | 8     |
| 4     | 40 a 44 | 0     |
| 0     | 35 a 39 | 4     |
| 0     | 30 a 34 | 0     |
| 0     | 25 a 29 | 0     |
| 0     | 20 a 24 | 0     |
| 0     | 15 a 19 | 4     |
| 0     | 10 a 14 | 0     |
| 8     | 5 a 9   | 0     |
| 0     | 0 a 4   | 0     |

## Economia
El 2007 la població en edat de treballar era de 46 persones, 32 eren actives i 14 eren inactives. De les 32 persones actives 31 estaven ocupades (17 homes i 14 dones) i 1 aturada (1 dona i 1 dona). De les 14 persones inactives 5 estaven jubilades, 2 estaven estudiant i 7 estaven classificades com a «altres inactius».
Activitats econòmiques
Dels 3 establiments que hi havia el 2007, 2 eren d'empreses de comerç i reparació d'automòbils i 1 d'una empresa classificada com a «altres activitats de serveis».
L'any 2000 a Marchéville-en-Woëvre hi havia 3 explotacions agrícoles que ocupaven un total de 666 hectàrees.

## Poblacions més properes
El següent diagrama mostra les poblacions més properes.